# Angela Wigger
Angela Wigger   (Dierikon, 1 de febrer de 1975) és una economista política suïssa i professora de la Universitat Radboud dels Països Baixos.
Del 2003 al 2007 va treballar al departament de Ciències Polítiques de la Universitat Lliure d'Amsterdam, on va obtenir el seu doctorat. La seva tesi es titulava «Competició per a la competitivitat. La política de transformació del règim de competència de la UE».
La seva recerca se centra a analitzar la crisi financera global, les respostes a la crisi i els reptes polítics a aquestes respostes des d'una perspectiva materialista històrica. Els punts focals són la geopolítica de la política industrial i antimonopoli, els intents de relocalització industrial, el fetitxe de la «competitivitat», la devaluació interna i l'acumulació liderada pel deute a l'era del capitalisme rendista.
Angela Wigger ha dut a terme una àmplia investigació sobre la reestructuració capitalista de l'Europa de la postguerra, les relacions industrials i la neoliberalització de la regulació de la competència de la Unió Europea i els processos de financiarització.

## Obra publicada
- The Politics of European Competition Regulation. A Critical Political Economy Perspective (2011), amb H. Buch-Hansen. New York and London: Routledge/RIPE Series in Global Political Economy.